# Imigração panamenha no Brasil
A imigração panamenha no Brasil é pouco expressiva em comparação com a de outros povos da América Latina como bolivianos, paraguaios, argentinos ou ainda mexicanos e costarriquenhos. Com uma população de pouco mais de 1.000 pessoas, a maioria fica de forma temporária e por motivos de trabalho, estudos ou abertura comercial.